# Shuhei Fukai
Shuhei Fukai (深井 脩平 Fukai Shuhei?), född 20 juli 1993 i Saitama prefektur, är en japansk fotbollsspelare.
Fukai började sin karriär 2016 i Blaublitz Akita. Han spelade 40 ligamatcher för klubben. 2019 flyttade han till Iwate Grulla Morioka.